# わらアート

埼玉県行田市のわらアート（2016年）

わらアートとは、「稲わら」を活用したインスタレーション・アート作品である。

## 概要
日本有数の米どころである新潟県では、米の生産に伴い「稲わら」が副産物として収穫されている。 
現代では廃棄物である「稲わら」は、かつて「蓑」などに代表とされる日本の伝統的な生活用具として加工され活用されていた。
この「稲わら」の新たな活用方法として、2006年に新潟市西蒲区（旧岩室村）と武蔵野美術大学の宮島慎吾教授（当時）が地域活性化を目的とし協働、稲わらを使った巨大なオブジェ「わらアート」を制作。
2008年からわらアートを展示するイベントとして「わらアートまつり」が開始された。
その後、越後妻有大地の芸術祭や瀬戸内国際芸術祭などの国際的な芸術祭に出展され、大いに注目されている。
木材と竹の基礎に伝統技法である「とば編み」を行った稲わらを組み込み、様々な動物などをモチーフとして形作るのが特徴。
見た目のインパクトのみならず、「稲わら」という入手が容易な資源を活用する事が注目され、新潟市西蒲区やNPO法人ワラアートJAPANを中心とし、日本国内に留まらず、タイ、オーストラリアなど海外への技術展開が行われている。